# Фрюкхольм, Анни
Ловиса Анни Маргарет Фрюкхольм (швед. Louise Annie Margaret Frykholm; 1872—1955) — шведская художница по текстилю.

## Биография
Родилась 3 января 1872 года в Степпсхольмсе в семье морского инженера Юхана Людвига Фрюкхольма и его жены Элисабет Линес Торпе Алльнутт (швед. Elizabeth Lines Thorpe Allnutt), где родилось трое детей — сёстры Анни, Кристина (Стина) и Присцилла.
Анни училась в стокгольмском колледже Констфак в 1890—1895 годах, после чего работала учителем ремесел в женской средней школе в Падуе (Scuola professionale feminile) в 1896—1897 годах.
Фрюкхольм совершила учебные поездки во Францию, Германию и Англию. В 1907 году она основала в Стокгольме свою собственную студию ткачества гобеленов под названием ээStudio Annie Frykholmээ. В 1912—1935 годах она работала учителем в родном колледже Констфак.
Анни Фрюкхольм считается одной из пионеров шведского текстильного искусства. Она принимала участие в нескольких международных выставках в качестве представителя шведского декоративно-прикладного искусства, в том числе в Чикаго в 1904 году и на Всемирной выставке в Париже в 1925 году, где получила Гран-при за свои ткани. В 1934 году (по другим данным в 1938 году) она была удостоена шведской награды — медали Литературы и искусств. Её работы находятся в Национальном музее Швеции в Стокгольме и в музее Länsmuseet Gävleborg (коллекция текстиля Хедвиг Ульфспарре).
Умерла 26 марта 1955 года в городе Окерё. Замужем не была.